# Rineloricaria altipinnis
Rineloricaria altipinnis es una especie de peces de la familia Loricariidae en el orden de los Siluriformes.

## Morfología
Los machos pueden llegar alcanzar los 15,4 cm de longitud total.

## Distribución geográfica
Se encuentra en la América Central.